# 교황 아나스타시오 4세
교황 아나스타시오 4세(라틴어: Anastasius PP. IV, 이탈리아어: Papa Anastasio IV)는 제168대 교황(재위: 1153년 7월 8일 - 1154년 12월 3일)이다. 본명은 코라도 델라 수부라(이탈리아어: Corrado della Suburra)이다.

## 생애 초기
로마 출신으로 베네딕투스 데 수부라의 아들로 데메트리 가문의 일족인 것으로 추정된다. 본래 세속 사회의 서기였던 그는 1114년 교황 파스칼 2세에 의해 산타 푸덴치아나 성당의 사제급 추기경에 서임되었다. 1127년 또는 1128년 교황 호노리오 2세는 그를 로마 인근의 사비나 교구장으로 임명되었다. 1130년 교황 선거에 두 차례 참여한 그는 대립교황 아나클레토 2세의 주요 반대자들 중의 한 사람이었다. 교황 인노첸시오 2세가 프랑스로 피신했을 때, 그는 이탈리아에 계속 남아 있었다. 1153년 7월 교황으로 선출되었을 당시 그는 추기경단 단장이었으며 아마도 추기경들 중에서 가장 고령이었을 것으로 추정된다.

## 교황
아나스타시오 4세는 짧은 기간 재위했지만 평화 조정자 역할을 하였다. 그는 교황 네 명의 치세 동안 계속되었던 마그데부르크의 주교 임명이라는 고질적인 문제를 놓고 프리드리히 1세 황제와 타협함으로써 오랜 싸움을 끝냈다. 그는 1140년에 윌리엄 피츠허버트를 요크의 대주교로 임명했으나 시토회의 강한 반대로 오랫동안 주교좌에 오르지 못했다. 그럼에도 불구하고 아나스타시오 4세는 그에게 팔리움을 내려주었다. 교황 아나스타시오 4세는 1154년 12월 3일에 선종하였다.

## 같이 보기
- 교황 목록